# Arbër Ademi
Arbër Ademi (mac. Арбeр Адеми; ur. 25 września 1985 w Kumanowie) – północnomacedoński polityk i prawnik narodowości albańskiej, w latach 2018–2020 minister edukacji i nauki.

## Życiorys
W 2008 roku ukończył studia prawnicze na Państwowym Uniwersytecie w Tetowie, odbył następnie dwuletnie studia magisterskie z zakresu prawa cywilnego. W 2015 roku doktoryzował się na Uniwersytecie Tirańskim.
Pracował na Państwowym Uniwersytecie w Tetowie jako asystent, następnie jako profesor.
Od grudnia 2017 do maja 2018 pełnił funkcję wiceministra edukacji i nauki, 1 czerwca tegoż roku objął funkcję szefa danego resortu i piastował ją do 30 sierpnia 2020.
Deklaruje znajomość języków albańskiego, macedońskiego i angielskiego.

## Życie prywatne
Żonaty, ma dwoje dzieci.